# Cicurina minnesota
Cicurina minnesota är en spindelart som beskrevs av Chamberlin och Ivie 1940. Cicurina minnesota ingår i släktet Cicurina och familjen kardarspindlar. Inga underarter finns listade i Catalogue of Life.